# Marius Barbeau

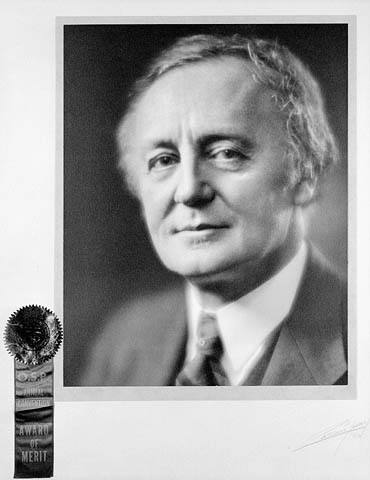
Marius Barbeau

Charles Marius Barbeau (ur. 5 marca 1883, zm. 27 lutego 1969) – kanadyjski etnograf i folklorysta.

## Wybrane publikacje
- (1915) Huron and Wyandot Mythology Ottawa: Geological Survey of Canada/Commission Géologique du Canada.
- (1923) Indian Days in the Canadian Rockies Illustrated by W. Langdon Kihn. Toronto: Macmillan.
- (1925) Folksongs of French Canada (z Edwardem Sapirem) New Haven: Yale University Press.
- (1928) The Downfall of Temlaham Toronto: Macmillan.
- (1929) Totem Poles of the Gitksan, Upper Skeena River, British Columbia Ottawa: National Museums of Canada/Musées nationaux du Canada.
- (1933) How Asia Used to Drip at the Spout into America [w:] Washington Historical Quarterly, vol. 24, ss. 163–173.
- (1934) Au Coeur de Québec Montréal: Zodiaque.
- (1934) Cornelius Krieghoff: Pioneer Painter of North America Toronto: Macmillan.
- (1934) La merveilleuse aventure de Jacques Cartier Montréal: A. Levesque.
- (1935) Grand'mère raconte Montréal: Beauchemin.
- (1935) Il était une fois Montréal: Beauchemin.
- (1936) The Kingdom Saguenay Toronto: Macmillan.
- (1936) Québec, ou survit l'ancienne France Québec: Garneau.
- (with Marguerite and Raoul d'Harcourt) (1937) Romanceros du Canada Montréal: Beauchemin.
- (1942) Maîtres artisans de chez-nous Montréal: Zodiaque.
- (1942) Les Rèves des chasseurs Montréal: Beauchemin.
- (1943) The Indian Speaks (z Grace Melvin) Toronto: Macmillan.
- (1944) Madones canadiennes (z Riną Lasnier) Montréal: Beauchemin.
- (1944) Mountain Cloud Toronto: Macmillan.
- (1944–1946) Saintes artisanes 2 vols. Montréal: Fides.
- (1945) "The Aleutian Route of Migration into America." Geographical Review, vol. 35, no. 3, ss. 424–443.
- (1945) "Bear Mother." Journal of American Folklore, vol. 59, no. 231, ss. 1–12.
- (1945) Ceinture flechée Montréal: Paysana.
- (1946) Alouette! Montréal: Lumen.
- (1947) Alaska Beckons Toronto: Macmillan.
- (1947) L'Arbre des rèves (The Tree of Dreams). Montréal: Thérrien.
- (1950; reissued 1990) Totem Poles 2 vols. (Anthropology Series 30, National Museum of Canada Bulletin 119.) Ottawa: National Museum of Canada/Musée national du Canada. Przedruk, Musée canadien des civilisations, Gatineau, Quebec, 1990.
- (1952) The Old-World Dragon in America [w:] Indian Tribes of Aboriginal America: Selected Papers of the XXIXth International Congress of Americanists, ed. by Sol Tax, ss. 115–122. Chicago: University of Chicago Press.
- (1953) Haida Myths Ottawa: National Museum of Canada/Musée national du Canada.
- (1954) "Totemic Atmosphere" on the North Pacific Coast [w:] Journal of American Folklore, vol. 67, ss. 103–122.
- (1957) Haida Carvers in Argillite Ottawa: National Museum of Canada/Musée national du Canada.
- (1957) J'ai vu Québec Québec: Garneau.
- (1958) The Golden Phoenix and Other Fairy Tales from Quebec (ed.) Retold by Michael Hornyansky. Toronto: Oxford University Press.
- (1958) Medicine-Men on the North Pacific Coast Ottawa: National Museum of Canada/Musée national du Canada.
- (1958) Pathfinders in the North Pacific Toronto: Ryerson.
- (1958) Roundelays: Dansons à la Ronde (et al.) Ottawa: National Museum of Canada/Musée national du Canada.
- (1960) Indian Days on the Western Prairies Ottawa: National Museum of Canada/Musée national du Canada.
- (1961) Tsimsyan Myths (Anthropological Series 51, National Museum of Canada Bulletin 174.) Ottawa: Department of Northern Affairs and National Resources.
- (1962) Jongleur Songs of Old Quebec Rutgers University Press.
- (1965–1966) Indiens d'Amérique 3 vols. Montréal: Beauchemin.
- (1968) Louis Jobin, statuaire Montréal: Beauchemin.